# 山村吉次郎
山村 吉次郎（やまむら きちじろう、1878年〈明治11年〉11月 - 没年不明）は、日本の地主・家主、兵庫県多額納税者、方面委員顧問、兵庫県連合猟友会理事、神戸市葺合区葺合猟友会長、資産家。

## 人物
兵庫県人・山村善三郎の二男。1925年、家督を相続する。資産家で地家主として知られる。一面公共事に力を致す。
宗教は真宗。趣味は謡曲、狩猟。住所は神戸市葺合区坂口通六丁目。

## 家族
山村家
- 父・善三郎[3]（1852年 - ?、資産家[7]、地主[8]） - 兵庫県・岩井忠兵衛の二男[7]。1874年、山村善九郎の養子となり、1887年、家督を相続する[7]。
- 母・たに（1853年 - ?、祖父・善九郎の長女）[9]
- 弟・吾三郎（1884年 - ?、地家主） - 山村寅吉の養子となる[3]。宗教は真宗[3]。住所は神戸市葺合区宮本町五丁目[3]。
- 妻・しげ（1879年 - ?、兵庫、坂本多十郎の長女）[7]
- 長男・雅之祐（1900年 - ?、地主、兵庫県多額納税者） - 神戸一中卒業[3]。父業を継ぐ[3]。1935年、家督を相続する[9]。趣味は謡曲、登山[3][9]。宗教は真宗[3][9]。『帝国信用録 第31版』によると、山村雅之祐の職業は貸地家である[10]。
  - 同妻・よしの（1902年 - ?、兵庫、神谷喜代蔵の二女）[7][9]
  - 長男[3]
  - 二男[3]